# Фторид урана-калия
Фторид урана-калия — неорганическое соединение,
двойной фторид калия и урана с формулой KUF5,
зеленые кристаллы.

## Физические свойства
Фторид урана-калия образует кристаллы
тригональной сингонии,
пространственная группа R 3,
параметры ячейки a = 1,5116 нм, c = 1,0371 нм, Z = 18.

## Применение
- Электролизом расплава KUF5 и хлорида щелочного металла получают чистый уран [1].